# 후슈르
후슈르(몽골어: хуушуур)는 몽골의 소를 넣은 피 음식이다. 튀김만두와 비슷하다.

## 같이 보기
- 반시
- 부즈
- 소를 넣은 음식 목록